# Liseleje
Liseleje – miasto w Danii, w regionie stołecznym, w gminie Halsnæs.